# Pilea cavernicola
Pilea cavernicola е вид цъфтящо растение от рода пилея и семейство Копривови (Urticaceae). Pilea cavernicola е тревисто растение с височина около 0,5 метра, родом от Китай. Сциофит (сянколюбиво), то расте при много слаба светлина в пещерите в окръг Фъншан, Гуанси, Китай.